# Киргизско-турецкие отношения
Киргизско-турецкие отношения — двусторонние дипломатические отношения между Кыргызстаном и Турцией. Государства являются членами Организации Объединённых Наций (ООН) и Организации тюркских государств (ОТГ).

## История
Пантюркская солидарность побудила Турцию расширить связи с Кыргызстаном. Впоследствии Турция заключила многочисленные соглашения о культурной, экономической, и технической помощи с Кыргызстаном и спонсировала его полноправное членство в Организации экономического сотрудничества (ОЭС), региональной организации, первоначальными участниками которой были Иран, Пакистан и Турция.
У Турции не было достаточных экономических ресурсов, чтобы смягчить экономический спад Кыргызстана, который был худшим среди стран СНГ. После банкротства многих совместных предприятий в Кыргызстане турецкие власти пришли к выводу, что эта страна слишком мала и слишком бедна, чтобы быть экономически жизнеспособной без российской помощи, и переориентировали свою политику, чтобы узко определить свою поддержку как поставщика технической помощи и инвестиций.
Пантюркистская внешняя политика подтолкнула Турцию к конкуренции с Россией. В конечном итоге Кыргызстан стал более тесно сотрудничать с Россией, которая предоставила более устойчивый источник экономической помощи, чем Анкара. Военнослужащие Кыргызстана и России имели общий опыт службы в СССР, а также инфраструктура региона была привязана к России.
К 2019 году между Кыргызстаном и Турцией было заключено более 100 двусторонних соглашений и протоколов, которые заложили правовую основу отношений, и состоялись многочисленные взаимные визиты на высоком уровне.

## Визиты на государственном уровне
| Гость                         | Хозяин                   | Место визита                   | Дата визита           |
| ----------------------------- | ------------------------ | ------------------------------ | --------------------- |
| Президент Сооронбай Жээнбеков | Президент Реджеп Эрдоган | Президентский комплекс, Анкара | 9—11 апреля 2018 года |
| Президент Сооронбай Жээнбеков | Президент Реджеп Эрдоган | Президентский комплекс, Анкара | 9 июля 2018 года      |
| Президент Сооронбай Жээнбеков | Президент Ильхам Алиев   | Баку (Саммит Тюркского совета) | 15 октября 2018 года  |
| Президент Реджеп Эрдоган      | Президент Ильхам Алиев   | Баку (Саммит Тюркского совета) | 15 октября 2018 года  |
| Президент Садыр Жапаров       | Президент Реджеп Эрдоган | Анкара                         | 9—11 июня 2021 года   |
| Президент Садыр Жапаров       | Президент Реджеп Эрдоган | Бурса                          | 29 сентября 2022      |

## Торговля
В 2019 году объём товарооборота между странами составил сумму 519 миллионов долларов США, из которых экспорт Турции составляет 442 млн долларов США.